# Maria Josefa Carmela von Spanien

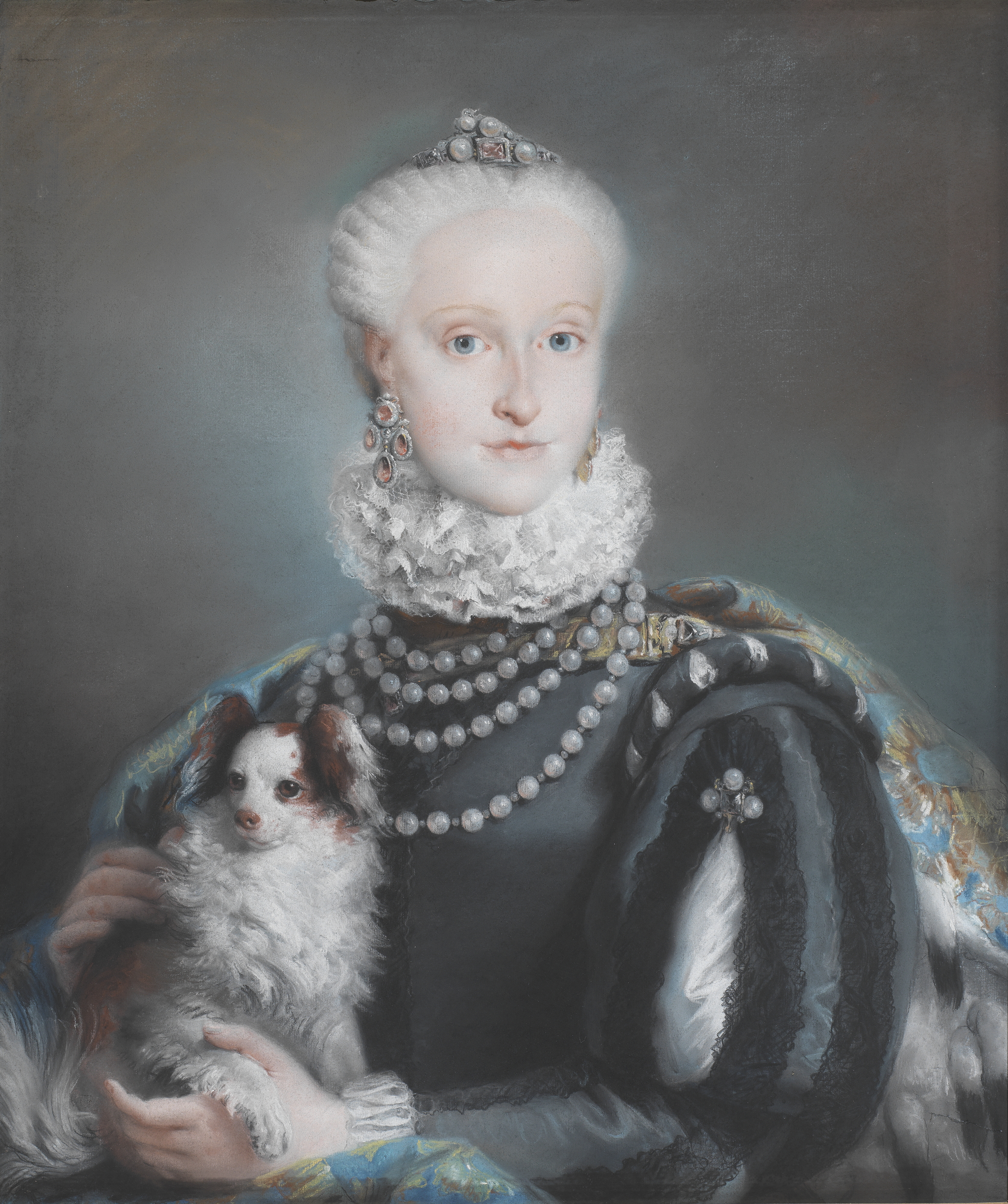
Maria Josefa Carmela (1763)

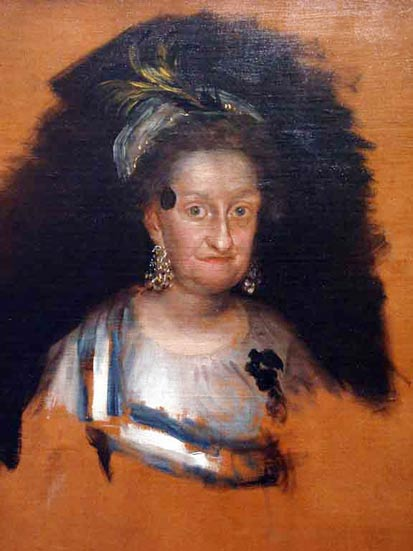
Dona Maria Josefa, Infantin von Spanien (1744–1801)

Maria Josefa von Spanien (spanisch: María Josefa Carmela de Borbón y Sajonia; * 6. Juli 1744 in Gaeta, Königreich Neapel; † 8. Dezember 1801 in Madrid) war durch Geburt eine Prinzessin von Neapel und Sizilien. Als ihr Vater Karl III. 1759 den spanischen Thron bestieg, wurde sie  Infantin von Spanien.
Sie kam im Oktober 1759  im Alter von fünfzehn Jahren mit ihrer Familie nach Spanien. Sie lebte am Hof ihres Vaters und später mit ihrem Bruder Karl IV. von Spanien und blieb unverheiratet.

## Leben
Prinzessin Maria Josefa von Neapel und Sizilien erhielt den Namen ihrer Großmutter mütterlicherseits, Maria Josepha von Österreich. Ihr Vater war seit 1734 König von Neapel und Sizilien als Teil einer Personalunion. Ihre Eltern heirateten im Jahre 1738 und Maria Josefa war ihre erste Tochter, die älter als fünf Jahre wurde. Zum Zeitpunkt ihrer Geburt war sie das vierte Kind ihrer Eltern und hatte eine ältere Schwester, Ana María Isabel (1743–1749).
Ihre jüngere Schwester Prinzessin María Luisa wurde Maria Josefa vorgezogen, um Leopold II., den Sohn von Kaiserin Maria Theresia und späteren Großherzog der Toskana, zu heiraten.
Als Prinzessin von Neapel und Sizilien war sie durch ihren Vater auch eine Infantin von Spanien. Dies berechtigte Maria Josefa, den Titel der Königlichen Hoheit zu tragen. Ihre Eltern waren ein treues Paar, ihre Mutter Maria Amalia von Sachsen starb knapp ein Jahr nach der Ankunft der Familie in Spanien. Ihr Vater selbst starb im Jahre 1788. Danach lebte Maria Josefa am spanischen Hof mit ihrer Schwägerin, Maria Luise von Bourbon-Parma, einer Enkelin Ludwigs XV. von Frankreich.
Maria Josefa war eine Kandidatin für die Heirat mit dem Witwer Ludwig XV., dessen Frau Maria Leszczyńska im Jahre 1768 starb, als Maria Josefa 24 Jahre alt war. Louis stimmte nicht zu, angeblich sah er sich durch ihr junges Alter beleidigt. Maria Josefa blieb ledig. Nach dem Tod ihres Vaters lebte sie weiterhin mit ihrem Bruder Karl IV. im Königspalast. Sie unterstützte die Karmelitinnen, in deren Kloster von St. Teresa sie begraben werden wollte.
Sie starb im Königspalast von Madrid im Alter von 57 Jahren, bevor ihr Bruder Karl IV. den Thron verlor und im Jahr 1808 ins Exil geschickt wurde. Im Jahre 1877 wurden ihren sterblichen Überreste nach El Escorial überführt.

### Titel
- 6. Juli 1744–6. Oktober 1759 Ihre Königliche Hoheit Prinzessin Maria Josefa von Neapel und Sizilien, Infantin von Spanien
- 6. Oktober 1759–8. Dezember 1801 Ihre Königliche Hoheit die Infantin Dona Maria Josefa, Infantin von Spanien, Prinzessin von Neapel und Sizilien

## Vorfahren
| Ahnentafel von Maria Josefa von Spanien | Ahnentafel von Maria Josefa von Spanien                                                  | Ahnentafel von Maria Josefa von Spanien                                                           | Ahnentafel von Maria Josefa von Spanien                                                                            | Ahnentafel von Maria Josefa von Spanien                                                                            | Ahnentafel von Maria Josefa von Spanien                                                                     | Ahnentafel von Maria Josefa von Spanien                                                                       | Ahnentafel von Maria Josefa von Spanien                                                     | Ahnentafel von Maria Josefa von Spanien                                                                             |
| --------------------------------------- | ---------------------------------------------------------------------------------------- | ------------------------------------------------------------------------------------------------- | --- | --- | --- | --- | ------------------------------------------------------------------------------------------- | --- |
| Ururgroßeltern                          | König Ludwig XIV. von Frankreich (1638–1715) ⚭ 1660 Maria Teresa von Spanien (1638–1683) | Kurfürst Ferdinand Maria von Bayern (1636–1679) ⚭ 1650 Henriette Adelheid von Savoyen (1636–1676) | Ranuccio II. Farnese, Herzog von Parma und Piacenza (1630–1694) ⚭ 1664 Isabella von Este (1635–1696)               | Kurfürst Philipp Wilhelm von der Pfalz (1615–1690) ⚭ 1653 Elisabeth Amalie von Hessen-Darmstadt (1635–1709)        | Kurfürst Johann Georg III. von Sachsen (1647–1691) ⚭ 1666 Anna Sophie von Dänemark und Norwegen (1647–1717) | Markgraf Christian Ernst von Brandenburg-Bayreuth (1644–1712) ⚭ 1671 Sophie Luise von Württemberg (1642–1702) | Kaiser Leopold I. (1640–1705) ⚭ 1676 Eleonore Magdalene von der Pfalz (1655–1720)           | Herzog Johann Friedrich von Braunschweig-Calenberg (1625–1679) ⚭ 1668 Benedicta Henriette von der Pfalz (1652–1730) |
| Urgroßeltern                            | Louis le Grand Dauphin (1661–1711) ⚭ 1680 Maria Anna Victoria von Bayern (1660–1690)     | Louis le Grand Dauphin (1661–1711) ⚭ 1680 Maria Anna Victoria von Bayern (1660–1690)              | Odoardo II. Farnese, Erbherzog von Parma und Piacenza (1666–1693) ⚭ 1690 Dorothea Sophie von der Pfalz (1670–1748) | Odoardo II. Farnese, Erbherzog von Parma und Piacenza (1666–1693) ⚭ 1690 Dorothea Sophie von der Pfalz (1670–1748) | König August II. von Polen (1670–1733) ⚭ 1693 Christiane Eberhardine von Brandenburg-Bayreuth (1671–1727)   | König August II. von Polen (1670–1733) ⚭ 1693 Christiane Eberhardine von Brandenburg-Bayreuth (1671–1727)     | Kaiser Joseph I. (1678–1711) ⚭ 1699 Wilhelmine Amalie von Braunschweig-Lüneburg (1673–1742) | Kaiser Joseph I. (1678–1711) ⚭ 1699 Wilhelmine Amalie von Braunschweig-Lüneburg (1673–1742)                         |
| Großeltern                              | König Philipp V. von Spanien (1683–1746) ⚭ 1714 Elisabetta Farnese (1692–1766)           | König Philipp V. von Spanien (1683–1746) ⚭ 1714 Elisabetta Farnese (1692–1766)                    | König Philipp V. von Spanien (1683–1746) ⚭ 1714 Elisabetta Farnese (1692–1766)                                     | König Philipp V. von Spanien (1683–1746) ⚭ 1714 Elisabetta Farnese (1692–1766)                                     | König August III. von Polen (1696–1763) ⚭ 1719 Maria Josepha von Österreich (1699–1757)                     | König August III. von Polen (1696–1763) ⚭ 1719 Maria Josepha von Österreich (1699–1757)                       | König August III. von Polen (1696–1763) ⚭ 1719 Maria Josepha von Österreich (1699–1757)     | König August III. von Polen (1696–1763) ⚭ 1719 Maria Josepha von Österreich (1699–1757)                             |
| Eltern                                  | König Karl III. von Spanien (1716–1788) ⚭ 1738 Maria Amalia von Sachsen (1724–1760)      | König Karl III. von Spanien (1716–1788) ⚭ 1738 Maria Amalia von Sachsen (1724–1760)               | König Karl III. von Spanien (1716–1788) ⚭ 1738 Maria Amalia von Sachsen (1724–1760)                                | König Karl III. von Spanien (1716–1788) ⚭ 1738 Maria Amalia von Sachsen (1724–1760)                                | König Karl III. von Spanien (1716–1788) ⚭ 1738 Maria Amalia von Sachsen (1724–1760)                         | König Karl III. von Spanien (1716–1788) ⚭ 1738 Maria Amalia von Sachsen (1724–1760)                           | König Karl III. von Spanien (1716–1788) ⚭ 1738 Maria Amalia von Sachsen (1724–1760)         | König Karl III. von Spanien (1716–1788) ⚭ 1738 Maria Amalia von Sachsen (1724–1760)                                 |
| Maria Josefa von Spanien                |                                                                                          |                                                                                                   | | | | |                                                                                             | |